# Corriere Romagna
Il Corriere Romagna è un quotidiano locale, diffuso nelle province di Rimini, Forlì-Cesena, Ravenna, nel circondario di Imola e a San Marino, per una copertura completa del territorio romagnolo.

## Storia
Fondato nel settembre 1993 sulle ceneri della Gazzetta di Rimini (1987-1993) dell'imprenditore anconetano Edoardo Longarini, diretto da Federico Fioravanti e senza un finanziatore alle spalle, si è in breve imposto soprattutto tra il pubblico giovane.
Nell'ottobre 2006 è stato rilevato per il 49% dal Gruppo editoriale L'Espresso, con opzione da confermare entro tre anni per il restante 51%.

## Direttori dal 2006
- Maria Patrizia Lanzetti (fino all'ottobre 2006)
- Stefano Tamburini (ottobre 2006 - ?)[3]
- Maria Patrizia Lanzetti (fino all'ottobre 2012)
- Pietro Caricato (ottobre 2012 - 12 aprile 2017)
- Giacomo Bedeschi (13 aprile 2017 - 8 ottobre 2018)
- Roberto Masini (9 ottobre 2018 - 31 dicembre 2020)[4].
- Claudio Salvaneschi (2 gennaio 2021 - 30 giugno 2022)[5]
- Paolo Bolrdini (1º luglio 2022 - 30 giugno 2023)[6]
- Gianluca Rossi (1º luglio 2023 - in carica)

Attualmente il Corriere Romagna esce in tre edizioni: Rimini e San Marino; Forlì-Cesena; Ravenna-Faenza-Lugo-Imola.